# Cefaloridină
Cefaloridina este un antibiotic din clasa cefalosporinelor de primă generație. A fost utilizată în tratamentul unor infecții bacteriene. Este un derivat de cefalotină (cu rest piridiniu) sub formă de zwitterion. A fost introdusă împreună cu cefalotina în anul 1962. Astăzi mai este utilizată doar în medicina veterinară.